# La Danse I
Pour les articles homonymes, voir La Danse.
La Danse I – ou simplement La Danse – est un tableau réalisé par le peintre français Henri Matisse en 1909 à Paris. Cette huile sur toile représente des danseurs engagés dans une ronde. Elle est conservée au Museum of Modern Art, à New York, tandis qu'une version ultérieure et plus aboutie, La Danse II, fait partie des collections du musée de l'Ermitage, à Saint-Pétersbourg. Elle apparaît dans Capucines à La Danse I, une peinture de 1912 qui représente l'intérieur de l'atelier de l'artiste à Issy-les-Moulineaux.

## Postérité
La Danse I fait l'objet d'une appropriation dans une œuvre du peintre Herman Braun-Vega. Elle est reproduite derrière les personnages du Balcon de Manet dans le panneau droit de son triptyque Hôtel du Sud.

## Notes et références

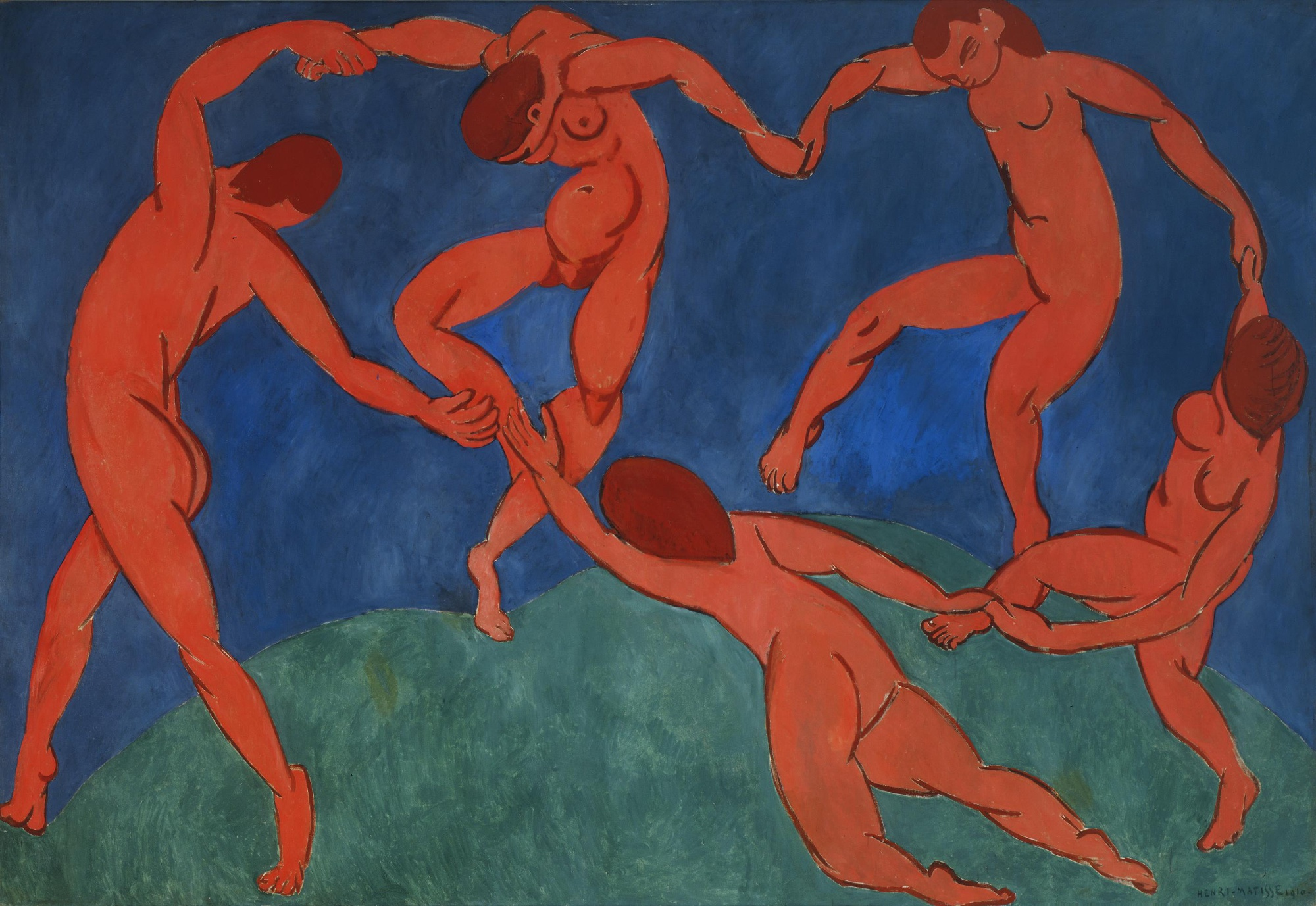
La Danse II, 1910 – Musée de l'Ermitage, Saint-Pétersbourg.
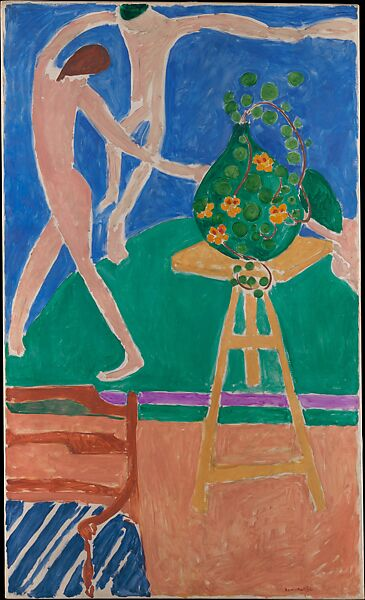
Capucines à La Danse I, 1912 – Metropolitan Museum of Art, New York.